# Parhydraena seriata
Parhydraena seriata är en skalbaggsart som beskrevs av Balfour-browne 1954. Parhydraena seriata ingår i släktet Parhydraena och familjen vattenbrynsbaggar. Inga underarter finns listade i Catalogue of Life.